# Elecciones municipales de 2023 en Hospitalet de Llobregat
Las elecciones municipales de 2023 se celebraron en Hospitalet de Llobregat el domingo 28 de mayo,de acuerdo con el Real Decreto de convocatoria de elecciones locales en España y publicado en el Boletín Oficial del Estado. Se eligieron los 27 concejales del pleno del Ayuntamiento de Hospitalet de Llobregat, a través de un sistema proporcional (método d'Hondt), con listas cerradas y un umbral electoral del 5 %.

## Candidaturas[1]
| Candidatura | Candidatura                            | Cabeza de lista                  |
| ----------- | -------------------------------------- | -------------------------------- |
|             | Partido de los Socialistas de Cataluña | Núria Marín Martínez (Alcaldesa) |
|             | Esquerra Republicana de Catalunya      | Jaume Graells Veguin             |
|             | Ciudadanos                             | Miguel Manuel Garcia Valle       |
|             | Partido Popular Catalán                | Sonia Esplugas González          |
|             | En Comú Podem                          | Manuel Domínguez López           |
|             | Vox                                    | Francisco Javier González Priego |
|             | Junts per Catalunya                    | Maria Teresa Rubio Silva         |
|             | Candidatura de Unidad Popular          | Mònica Tena Sánchez              |
|             | Valents                                | Francisco Javier Martin Hermosin |
|             | Recortes Cero                          | Alejandro Roldan Ortega          |

## Resultados[2]
|  | 38.39 % |

|  | 12.77 % |

|  | 12.02 % |

|  | 10.27 % |

|  | 9.82 % |

|  | 3.72 % |

|  | 2.4 % |

|  | 2.27 % |

|  | 97.23 % |

|  | 1.21 % |

|  | 1.56 % |

|  | 47.46 % |

|  | 52.53 % |

## Investidura[3]
| Candidatura             | Mayoría requerida: Simple |
| ----------------------- | ------------------------- |
| Núria Marín Martínez    | 13/27                     |
| Jaume Graells Veguin    | 4/27                      |
| Sonia Esplugas González | 4/27                      |
| En blanco               | 6/27                      |
| Resultado               | Sí                        |